# كليون (سياسي)
كليون (مات 422 ق م) سياسي أثيني خلال الحرب البيلوبونيسية وهو ابن كلياينيتوس الذي ورث منه عملا مزدهرا في الدباغة، وكان أول ممثل دائم لطبقة التجار في السياسة الأثينية، اشتهر عندما كان مناوئا لبريكليس الذي بدت افكاره المتقدمة لكليون غير منطقية وفي موقعه هذا وجد نفسه يعمل بالاتفاق مع الأرستقراطيين الذين خافوا وكرهوا بريكليس بنفس المقدار.
خلال الأيام العصيبة عام 430 ق م بعد الحملة الفاشلة لبريكليس في البيلوبونيز واجتياح الطاعون لأثينا ترأس كليون معارضي النظام البريكلي، واتهم بريكليس بإساءة إدارة الأموال العامة والتي وجد فيها مذنبا. لكن مشاعر الاستياء أتت من هذه المشاكل وتمت إعادة بريكليس وتم نسيان كليون لفترة، وبعد موت بريكليس عام 429 ق م أصبت الساحة خالية لكليون، وحتى تلك اللحظة كان خطيبا معارضا ونشيطا، فتقدم وأصبح بطلا قائد الديمقراطية، وبفضل القدرات المتوسطة لمناوئيه ومعارضيه أصبح أبرز الرجال في أثينا.
ورغم أنه كان فظا وغير مهذب، كانت لديه وهبة البلاغة والصوت القوي وعرف كيف يعمل بناء على مشاعر الشعب، وأحكم قبضته على الطبقات الفقيرة بمضاعفة أجور المحلفين ثلاث مرات، والتي أمنت للفقراء أساليب الحياة البسيطة. ولكن حب الأثينيين السيئ للمنازعات والتقاضي زاد من قوته، كذلك فالسيكوفانتيا (التنقيب عن المعومات من أجل الاتهامات الزائفة) مكنته من إبعاد أولئك الذين يمكن أن يطيحوا به،
قطع كليون علاقاته بكل الأرستقراطيين حيث لم تعد له حاجة بهم فأصبح حرا في مهاجمة الجماعات السرية السياسية الأحزاب الأوليغاركية التي انضمت إليها، ومن غير الواضح إن قام أيضا بإدخال ضرائب على الأملاك لأغراض عسكرية وأنه أخذ منصبا عالية له علاقة بالخزينة. ومن مبادئ حكمه كانت الكره الكبير للنبالة وما يساويه لإسبرطة، وكان سببا كبيرا في إضاعة لفرصة سلام مشرف عام 425 ق م وعزمه على أن يرى إسبرطة تذل أدى لأن يقود شعبه إلى نفاد في الموارد ولكنه طمّنهم بفوائد ستأتي في المستقبل.
في عام 427 ق م تحصل كليون على سمع سيئة بأن أراد قتل كل أهالي ميتيليني دون تمييز والتي كانت قد ترأست ثورة ضده، ورغم أن القرار قد قبل في البداية فقد ألغى لاحقا وكان هذا لمصلحة أثينا، ولكن القادة والرجال البارزين وعددهم نحو 1000 رجل قتلوا. وفي عام 425 وصل ذروة مجده عندما أمسك الاسبرطيين الذين استسلموا في معركة سفاكتيريا ونقلهم إلى أثينا.
أغلب سمعته الحسنة تحصل عليها من المهارات العسكرية لزميله ديموسثينيس (ليس الخطيب)، ولكن ما يجب الاعتراف به هو عزمه على جعل الإكليسيا (مجلس الاجتماعات في أثينا) بأن يرسل القوات الإضافية التي كان المقاتلون بحاجة إليها. ومن المؤكد انه بسبب كليون كانت إتاوة الحلفاء قد تضاعفت عام 425 ق م. وفي عام 422 أرسل ليستعيد أمفيبوليس ولكن تفوق عليه براسيداس وقتل كليون هناك، وكان موته قد أزاح العوائق الرئيسية لعقد اتفاق مع أثينا وفي عام 421 تم عقد سلام نيكياس.
شخصية كليون قدمها أرسطوفانس وثوكيديدس بشكل سلبي للغاية، ولكن لا أحد منهما يمكن اعتباره شاهدا غير متحامل، فقد كان الشاعر حاقدا على كليون الذي اتهمه أمام مجلس الشيوخ بالاستخفاف بسياسة ومؤسسات المدينة في حضور الأجانب، وفي وقت حرب وطنية كبيرة، أما ثوكيديدس وهو رجل ذو تحامل كبير على الأوليغاركيين فقد اضطهد بسبب عدم كفاءته العسكرية ونفي بقرار أصدره كليون، ولهذا من المرجح أن كليون لم يتلق العدالة الكافية في تصويره من قبل هذين الكاتبين.